# 田中一嘉
田中 一嘉（たなか かずよし、1965年5月 - ）は、日本のドイツ語学者・教育学者。専門は、言語学・外国語教育。群馬大学准教授。

## 来歴・人物
- 1965年5月　出生。
- 1988年3月　東京外国語大学外国語学部ドイツ語学科卒業
- 1991年3月　東京外国語大学大学院外国語学研究科ゲルマン系言語専攻修士課程修了
- 1994年4月 - 2007年3月　群馬大学教育学部学校教育講座英語専攻助教授
- 2007年4月 - 群馬大学教育学部学校教育講座英語専攻准教授

## 専門分野
- ドイツ語教育
- 言語の壁を越えた初級外国語教育

（話法の助動詞wollenとmoechteを巡る考察）

## 著書・論文

### 著書
- ドイツ言語学事典 （紀伊国屋書店、1994年）
- ドイツ語を考える ことばについての小論集  （三修社、2008年）

### 論文
- コミュニケーションとしての贈答行為 （シンポジオン、1990年）
- ドイツ語の意志・願望表現について―Aufforderungにおけるwollenとmoechteを巡って― （Der Keim、1991年）
- 「依頼」と「提供」:聞き手の意向を尋ねる場合―語法の助動詞wollenとmoechteを中心に― （シンポジオン、1992年）
- 嫌われない文法のために―独作文による能動的文法学習の可能性 （日本独文学会ドイツ語教育部会会報、1993年）
- Die Wuensche des Angesprochenen, die Illokutionen des Sprechers. （群馬大学教育学部紀要、1993年）
- 不変化詞wohlの意味と機能 ―｢要請｣(Aufforderung)の発話行為を手がかりに― （群馬大学教育学部紀要、1999年）
- 不変化詞wohlの意味と機能―心態詞jaとの比較から― （群馬大学教育学部紀要 2001年）
- 日本人は外国語が苦手なのか? （群馬大学教育実践研究、2003年）
- 知的ドイツ語学習のススメ 大学教養教育におけるドイツ語教育の現状と今後―文法学習の再構築を目指して― （群馬大学教育学部紀要、2007年）
- 初習外国語教育の諸問題―L2としての中学校英語とL3としての大学教養ドイツ語・フランス語― （群馬大学教育実践研究、2007年）
- ドイツ語学習指導要領の可能性―CEFRと中学校学習指導要領外国語編を参考に― （群馬大学教育学部紀要、2010年）

など

## 所属学会
- ドイツ文法理論研究会 （編集委員）
- 日本言語学会
- 日本独文学会ドイツ語教育部会
- 日本独文学会 （語学ゼミナール実行委員）
- 関東支部庶務幹事 （2001年-2003年）
- 広報委員 （2009年-現在）
- 秋季研究発表会実行委員